# Eric Marcotte
Eric D. Marcotte (Marquette, 8 februari 1980) is een Amerikaans wielrenner die anno 2018 rijdt voor UnitedHealthcare Professional Cycling Team. 
Zijn grootste overwinning behaalde hij door in 2014, op 34-jarige leeftijd, nationaal kampioen op de weg te worden.

## Overwinningen
2014
1e etappe Vuelta a la Independencia Nacional
 Amerikaans kampioen op de weg, Elite
2015
 Amerikaans criteriumkampioen, Elite
2016
4e etappe Ronde van de Gila

## Resultaten in voornaamste wedstrijden
| Jaar |  | WK op de weg |
| ---- |  | ------------ |
| 2014 |  | opgave       |
| 2015 |  |              |
| 2016 |  | opgave       |

## Ploegen
- 2013 –  Team SmartStop p/b Mountain Khakis (vanaf 1-8)
- 2014 –  Team SmartStop
- 2015 –  Team SmartStop
- 2016 –  Team Jamis
- 2017 –  Cylance Cycling
- 2018 –  UnitedHealthcare Professional Cycling Team

Brown · Chaddock · Hamblen · Howe · Kline · Lea · Livermon · de Luna · Marcotte · McCabe · Monteleone · Murfet · Myerson · Patten · Simes · Travieso · Uberti · Winsor · Dahl (stagiair)
Bell · Berry · Britton · Cogburn · Haga · Kline · Kocjan · Kyer · Livermon · de Luna · Marcotte · McCabe · Myerson · Torckler · Dahl (stagiair)
Acevedo · Alzate · Cataford · Clarke · Eaton · Haedo · Hegyvary · Jaramillo · Keough · Mannion · Marcotte · McCabe · Norris · Putt · Țvetcov · Velázquez